# 名誉オーナー
名誉オーナー（めいよオーナー）とは、企業・施設・不動産などの名誉上のオーナーを指す職名であり称号。また、その称号を有する人物を指す。栄誉職、名誉称号の一種。関連する職名・称号に名誉社主がある（本項で解説）。

## 名誉オーナー

### 球団における名誉オーナー
日本のプロ野球では球団オーナーを引退した人物の栄誉職として、名誉オーナーが置かれることがある。一例として、読売ジャイアンツオーナーであった正力亨は1996年の引退後、名誉オーナーに就任している。

### 自然保護運動等における名誉オーナー
また、自然保護の一環で、国や市町村などが原生林や棚田、花畑等の不動産等を販売し、名誉オーナーとして認証する制度がある。日本政府では林野庁が1984年以来、国有林の森林整備を目的として国民から緑のオーナーを募集し、樹木の保育および管理費用の一部負担を求める代わりに、国と緑のオーナーで契約に基づいて樹木を共有し、分収育林の売却時にその持ち分に応じて分収する制度を実施しており、契約終了者にはその協力に感謝する趣旨から「名誉オーナー」として提携宿泊施設の優待や植樹祭の案内等を行っている。
また、香川県の志々島では花畑の再生のため、花畑のオーナーを募集し、苗木を植えるなど自然環境の回復に努めている。2006年の苗植えでは映画監督の山田洋次が名誉オーナーとして参加している。
また、石川県輪島市では絶景の評価もある白米千枚田の風景を保全するべく、棚田のオーナー制度が発足し、2007年には元首相の小泉純一郎がいわゆる名誉オーナー(正式には特別名誉会員)として棚田保全のための催しに参加したことが当時新聞で報道された。

## 名誉社主

### 法人機関紙における名誉社主
また、類似する職名呼称として名誉社主がある。一例としては宗教法人創価学会の機関紙『聖教新聞』では同法人名誉会長の池田大作が聖教新聞社名誉社主を務めている。

### 文献資料
- 電通編『電通広告年鑑1989』（電通、1989年）

### 報道資料
- 『朝日新聞』2006年2月2日朝刊香川全県・1地方
- 『読売新聞』1996年12月12日東京朝刊
- 『読売新聞』2007年5月12日東京朝刊石川版

### インターネット資料
- 林野庁ウェブサイト「緑のオーナー制度」
- 林野庁ウェブサイト「緑のオーナーの皆様による森林とのふれあいについて」